# Sápmi
Sápmi (nordsamiska: Sápmi; lulesamiska: Sámeednam; sydsamiska: Saemie; enaresamiska: Säämi; skoltsamiska: Sääʹmjânnam; umesamiska: Sábmie; kildinsamiska: Соаме, tr. Soame), även kallat Sameland, är det område som omfattar samernas historiska bosättningsområden.
Sápmi sträcker sig över hela Nordkalotten samt en stor del av Skandinaviska halvön. Området omfattar delar av Sverige, Norge, Finland och Kolahalvön i Ryssland. Området är totalt ungefär 388 350 km² stort och har en befolkning på totalt 2 317 159 invånare. Antalet samer i området är svåruppskattat, men Samisk informationscentrum uppger att antalet samer i Sápmi är cirka 80 000.

## Utbredning

### Norge
Det samiska områdets utbredning i Norge brukar anses omfatta de fyra nordligaste fylkena Finnmark, Troms, Nordland och Trøndelag.

### Sverige
Det samiska områdets utbredning i Sverige har länge ansetts vara begränsat till Norrlands inland men numera inkluderas vanligen även hela eller delar av Norrlands kustland.  Det förekommer även att svenska Sápmi anses sträcka sig ned i Mellansverige. Den sistnämnda uppfattningen baseras på att skogssamer och sockenlappar under historisk tid levt så långt söderut som i Västmanland, parallellt och i samspel med bondebefolkningen.
Det samiska områdets ursprungliga utbredning har debatterats i rättstvister med markägare om samernas urminnes hävd till renskötselområde. Vissa tvister har fallit ut till samernas fördel. Exempelvis förklarades 2007 i tingsrätt och hovrätt att samerna "av ålder" hade rätt till vinterbete i skogar i Nordmalings kommun i Västerbotten. År 2012 fastslogs att Tossåsens sameby har sedvanerätt till vinterbete i Rätan och Klövsjö-området i Jämtlands landskap. Andra tvister, exempelvis i Härjedalen 2006, har inte fallit ut till samernas fördel, trots att samisk ursprungsbefolkning (dvs samiska boplatser från tiden innan statsbildningen) har påvisats på Vivallen och Farrtjärnarna i Härjedalen åtminstone tillfälligt under 1000- och 1100-talet.

### Finland
Enligt den finländska sametingslagen utgörs samernas hembygdsområde av Enare, Enontekis och Utsjoki kommuner samt en del av Sodankylä kommun. 

### Ryssland
I Ryssland har samer förekommit över merparten av Kolahalvön.

## Geografi
Sápmi ligger delvis norr om norra polcirkeln. Den västra delen består mycket av fjordar, djupa dalar, glaciärer och berg, och den högsta punkten är Kebnekaise i svenska Lappland. Längre österut blir marken plattare, med många sjöar och myrar, den största är Enare träsk i finska Lappland. Det östligaste området ligger inom tundraregionen. Några exakta gränser kan inte anges, eftersom samer historiskt har varit nomadiserande och området aldrig har utgjort något administrativt avgränsat territorium.

### Naturförhållanden
Klimatet är subarktiskt i de inre och norra delarna, medan den bergiga västkusten har kustklimat. Här får man också mer nederbörd än i de östra delarna. I Sápmi finns stora mängder mineraler, speciellt järnmalm i Sverige, koppar i Norge och nickel och apatit i Ryssland. Typiska djur är ren, varg och björn. Det finns havs- och flodfiskeindustrier i regionen. Hamnarna längs med norska kusten i väst till Barents hav i nordöst är normalt isfria hela året, medan Bottniska viken normalt sett fryser under vintern.

## Flagga
Samernas flagga invigdes vid samekonferensen i Åre den 15 augusti 1986.

## Folket
Sápmis ursprungsfolk är samerna, men dessa är i kraftig minoritet utom i en handfull kommuner. Enligt det svenska sametinget finns det totalt 70 000 samer i området. Majoriteten av dessa bor i Norge, och arbetar främst med jakt, fiske och renskötsel, vilket de får både mat och kläder ifrån. Ungefär 10% av alla samer idkar fortfarande renskötsel, vilket ses som en fundamental del av samernas kultur. De samiska språken var länge illa behandlade och endast omkring en fjärdedel av samerna talar samiska.

### Norge
Enligt svenska sametinget bor ungefär 40 000 samer i Norge. Enligt Samiskt informationscentrum (samer.se) ligger den siffran på mellan 50 000 och 65 000. De flesta bor i Finnmark fylke och norra Troms fylke, men det finns också samer i södra Troms, Nordland och Trøndelag. Samerna är endast i majoritet i kommunerna Kautokeino, Karasjok, Porsanger, Tana och Nesseby i Finnmark, och i Kåfjords kommun i Troms. Detta område kallas även samernas huvudområde. Samiska och norska är likvärdiga som administrativa språk i dessa områden.
I Karasjok (samiska: Kárášjohka) finns norska Sametingets kansli och NRK Sápmi. I Kautokeino (nordsamiska: Guovdageaidnu) finns flera samiska institutioner, bland annat Samiska högskolan och Nordiskt Samiskt Institut

### Sverige
Enligt det svenska Sametinget bor det mellan 20 000 och 42 000 samer i Sverige. Enligt Samiskt informationscentrum är siffran 20 000. I Kiruna ("Giron" på samiska) finns svenska Sametingets kansli, Samiska teatern, SR Sámi Radio och SVT Sápmi. 

#### Svenska samebyar
Huvudartikel: Sameby
- Bàste sameby
- Frostviken norra sameby
- Gabna sameby
- Girjas sameby
- Grans sameby
- Gällivare skogssameby
- Handölsdalens sameby
- Idre sameby
- Jijnjevaerie sameby
- Jåkkåkaskatjiellde
- Jovnevaerie
- Kalls sameby
- Könkämä sameby
- Leavas sameby
- Lainiovuoma sameby
- Luokta-Mávas sameby
- Malå sameby
- Maskaure sameby
- Mausjaur sameby
- Mittådalens sameby
- Muonio sameby
- Njaarke (sösjö) sameby
- Oredahke
- Rans sameby
- Raedtievaerie sameby
- Ruvhten sijte
- Saarivuoma sameby
- Semisjaur-njargs sameby
- Serri sameby
- Slakka sameby
- Ståkke sameby
- Svaipa sameby
- Sörkaitums sameby
- Tuorpons sameby
- Tåssåsens sameby
- Udtja sameby
- Ubmeje tjeälddie
- Vapstens sameby
- Vilhelmina norra sameby
- Vilhelmina södra sameby
- Vittangi sameby
- Västra kikkejaure sameby
- Östra kikkejaur sameby

### Finland
Enligt det svenska sametinget bor omkring 6 000 samer i Finland. Enligt Samiskt informationscentrum är siffran 8 000. Samernas hembygdsområde har sammanlagt 10 000–20 000 invånare. Av Finlands samer bor knappt hälften i hembygdsområdet.
I samernas hembygdsområde har samerna genom sametingslagen kulturell autonomi i ärenden som angår deras språk och kultur. De samiska språken har genom samisk språklag i dessa kommuner en officiell ställning. Finska sametingets kansli finns i Enare ("Anár" på samiska).

### Ryssland
Enligt det svenska sametinget och Samiskt informationscentrum bor det omkring 2 000 samer i Ryssland.

## Historia

### Koloniseringen av Sápmi
Sannolikt från 1200-talets slut innehade birkarlarna från Bottenhavets kuster privilegiet att ta upp skatt från samerna, den s.k. birkarlaskatten. Beskattningen skedde i konkurrens med norska och ryska indrivare. Redan i berättelser som handlar om 800-talet och 900-talet finns skildringar av skatteindrivning bland samerna: Dels i berättelsen om Ottar från Hålogaland i Alfred den stores (849–899) engelska översättning och bearbetning av Orosius (död efter 418) världshistoria; dels i Egill Skalla-Grímssons saga från ca 1230.
Successivt med början 1528 drogs birkarlarnas beskattningsrätt in till kronan, för att helt upphöra under Karl IX:s (1550–1611) regeringstid. Beskattningen kom då att skötas av lappfogdar. Samernas land delades in i lappmarker: Pite lappmark, Lule lappmark och Torne lappmark. Kemi lappmark sträckte sig ursprungligen ända till Norra Ishavet.
Vid freden i Teusina 1595 erkändes finska Lappland som svenskt, hela gränsen mellan Sverige och Ryssland slogs fast 1629–1635. Sverige hade även skatteanspråk i Varanger lappmark, ungefär motsvarande Finnmarks fylke. Först 1751 fastställdes gränsen mellan Sverige och Norge, från Idre och Särna socknar i Dalarna, respektive Røros i Trøndelag fylke i söder till Sør-Varanger Finnmark i nordost (Strömstadstraktaten). Ända till dess togs skatt upp från samma samer av båda länderna. I förhandlingar mellan Sverige och Ryssland 1826 fastställdes de sista nordliga gränsavsnitten från Sør-Varanger till Petsamo (norska Peisen, ryska Petjenga, även Ishavsfinland), till dess de s.k. fællesdistrikten, mellan Norge, Ryssland och Finland.
I Olav Tryggvasons saga, i Snorre Sturlassons Heimskringla från 1230-talet, finns en skildring av kristen mission bland samerna under slutet av 900-talet. 1389 beslöt drottning Margareta (1353–1412) att skicka missionärer till samerna i norr. Tvångskristnandet började först i samband med reformationen. Ungefär samtidigt skickades rysk-ortodoxa missionärer ut av Ivan IV (1530–1584).